# Eclipsa de Lună din 7 august 2017

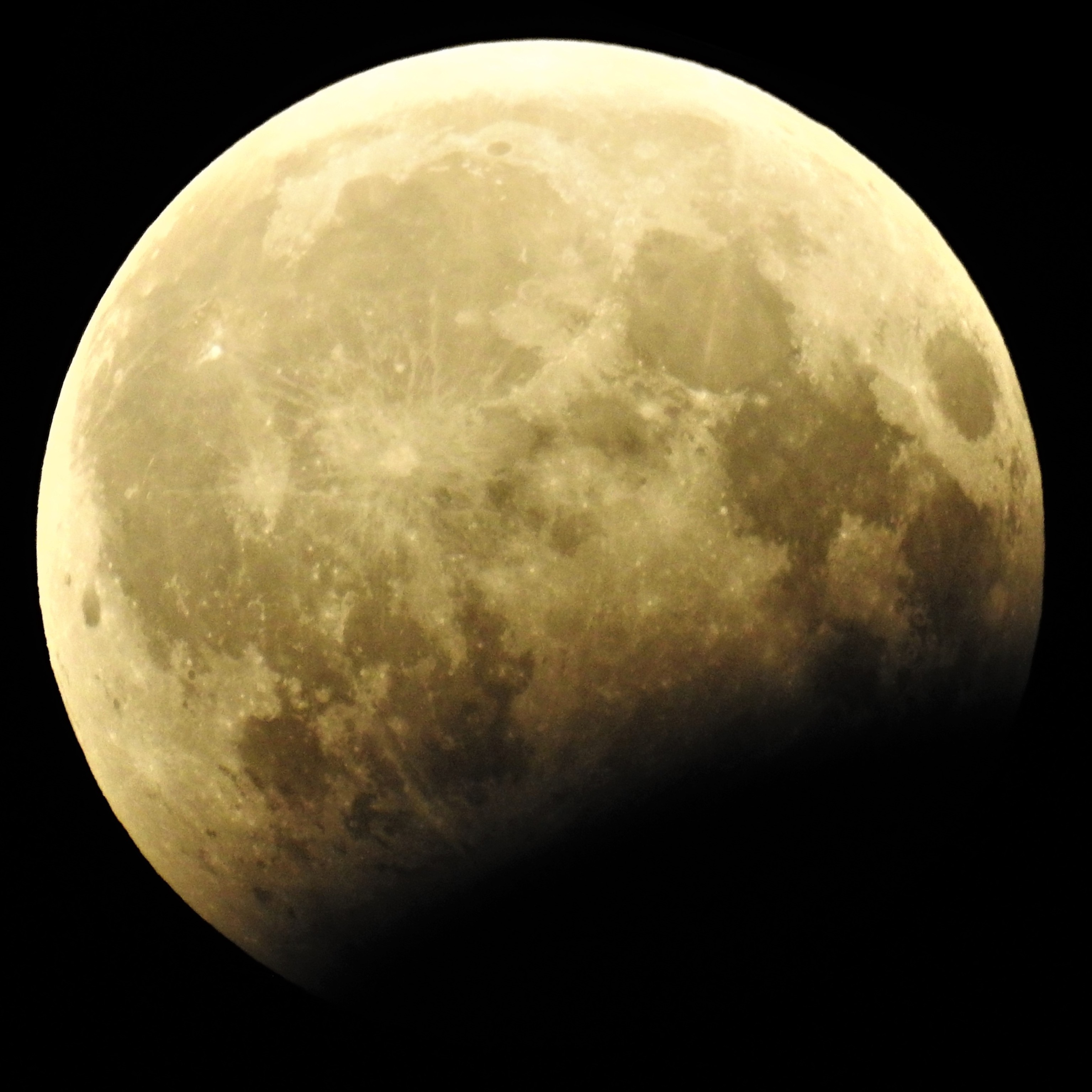
Eclipsa parțială de Lună din 7 august 2017, fotografiată din Kuweit, la ora 18:42 UTC

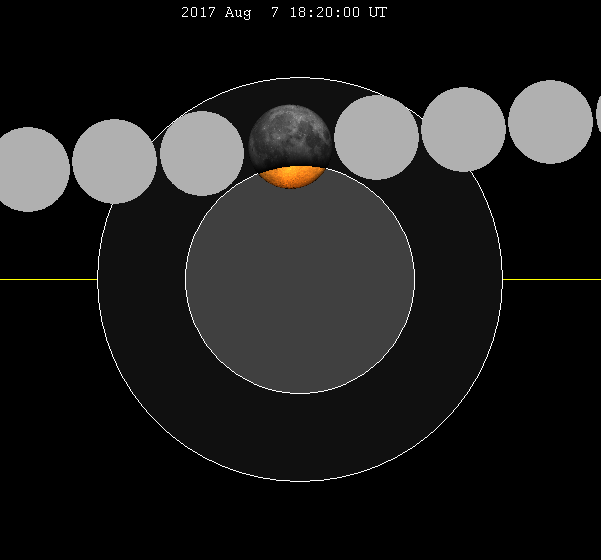
Schema trecerii Lunii, de la dreapta la stânga, prin penumbra Pământului, la eclipsa din 7 august 2017

Eclipsa de Lună din 7 august 2017 a fost o eclipsă parțială, a doua din acest an. Este eclipsa cu numărul 62, din seria Saros 119, având magnitudinea penumbrală de 1,2886.
De la eclipsă au trecut 7 ani, 233 zile.

## Vizibilitate
În condițiile unui cer senin, eclipsa a fost vizibilă în Europa de Est, Africa, Asia și Australia.
| Pământul văzut de pe Lună, în timpul fazei maxime a eclipsei |
| Harta vizibilității                                          |